# Arsos
Arsos (in greco Άρσος?; in turco: Yiğitler) è una località de facto del distretto di Lefkoşa della Repubblica Turca di Cipro del Nord e de iure del distretto di Larnaca della Repubblica di Cipro. All'ultimo censimento ufficiale del 2011, il villaggio aveva una popolazione di 327 abitanti.

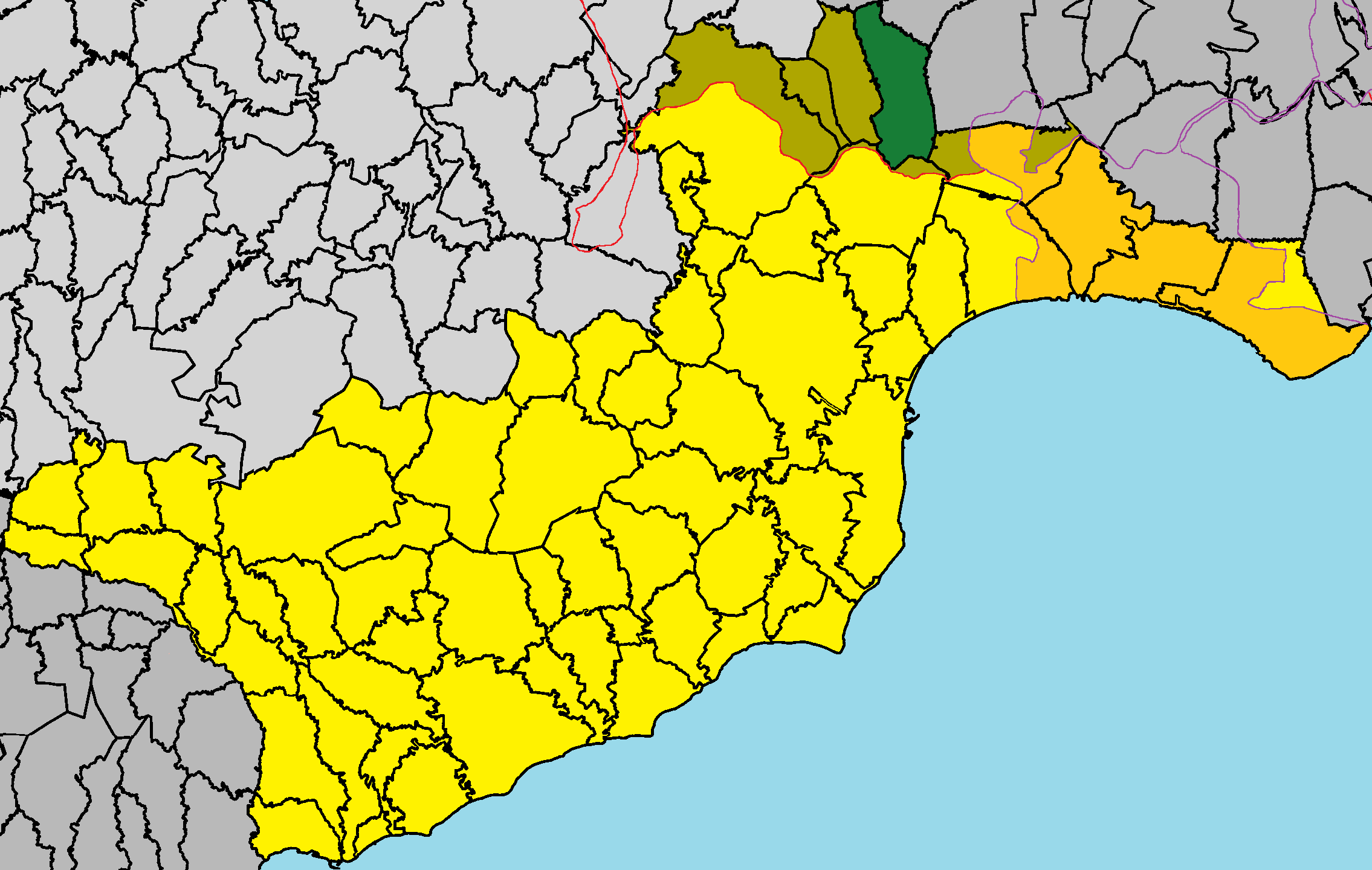
Posizione del comune nel distretto di Larnaca

## Geografia fisica
Arsos si trova nel sud-est dell'isola di Cipro ad un'altitudine di 87 metri, circa 25 km a sud-est della capitale Nicosia, 16 km a nord di Larnaca e 28 km a ovest di Famagosta.
Il villaggio si trova a circa 2 km a nord della zona cuscinetto della Repubblica di Cipro. Secondo la divisione amministrativa cipriota, il distretto di Nicosia inizia a ovest e quello di Famagosta (come anche il distretto di Gazimağusa nella Repubblica Turca di Cipro del Nord) a est e a nord.
I villaggi nelle vicinanze sono Lysi/Akdoğan a est, Beyarmudu/Pergamos a sud-est, Troulloi a sud e Tremetousia/Erdemli e Melouseia/Kırıkkale a ovest.

## Origini del nome
Il nome in greco potrebbe derivare da “alsos,” che significa piccolo bosco. Il nome storico in turco é Arçoz (Archos), ma nel 1975 venne coniato il nome Yiğitler che significa "giovani coraggiosi".

## Società

### Evoluzione demografica
Sino al 1974, Arsos era un villaggio a popolazione mista, abitato da greci e turchi ciprioti.